# Hombres del Este
En el universo imaginario de Tolkien se denomina, genéricamente, hombres del este a los pueblos que habitaban la misteriosa y desconocida región de Rhûn; principalmente en la Segunda y Tercera Edad. Una parte de estos pueblos, emigraron a Beleriand y fueron conocidos como los hombres cetrinos u orientales en la Primera Edad, los cuales cayeron bajo la Sombra de Melkor y traicionaron a los Elfos y Edain, en la Batalla de las Lágrimas Innumerables.
Aparte de los ya mencionados Orientales los pueblos del este más conocidos en las historias del Oeste, son los aurigas, los variags y los balchoth. Los tres últimos se enfrentaron constantemente con Gondor en la Tercera Edad.

## En la Segunda Edad del Sol
A comienzos de la Segunda Edad, se empieza a tener noticias de estos pueblos, que según Tolkien vivían en estado semi salvaje y la mayoría de ellos había sufrido la influencia de las bestias de Morgoth que controlaron la región, mientras su amo asolaba Beleriand.
Con la caída de este, muchos de los orientales volvieron a sus lugares de origen y, se puede suponer, que comenzaron a organizarlos siempre bajo el odio contra el Oeste. Pero no fue hasta la llegada de Sauron a algún lugar de Rhûn, en donde estableció una Fortaleza; que estos no se organizaron completamente y los que no habían recibido su nefasta influencia, terminaron por caer bajo la Sombra, de ahí que se les denomine, genéricamente hombres de la sombra. Los pocos "(...)que querían librarse de él se refugiaban en la fortaleza de bosques y montañas, y el miedo los perseguía de continuo..." (El Silmarillion. Cap Los Anillos de Poder y la Tercera Edad).
Cuando los Númenóreanos comenzaron sus expediciones a la Tierra Media, Sauron temió a su poder y a su influencia por lo que inició una campaña para producir un desarrollo en los diversos pueblos, tanto de Rhûn como de Harad. Les enseñó a construir fortalezas y a levantar ciudades, les proveyó de los conocimientos necesarios para que aprendieran la forja del hierro y con ello pudieron armar poderosos ejércitos, que tuvieron participación en las campañas del Señor Oscuro en la Segunda Edad.
Fue así que en 1695 S. E. Sauron atacó Rhovanion, derrotó y dispersó a la Alianza entre los enanos y los hombres del norte en esa región usando fuerzas provenientes del Este. Más tarde fue derrotado por los Elfos de Lindon y los númenóreanos, en la batalla por Eriador. Tras esta derrota Sauron volvió al Este a seguir conquistando más pueblos y territorios. 
Dado el inmenso poder que habían desarrollado los hombres de Númenor en la Tierra Media y las disensiones internas en la Isla entre los Fieles y los Hombres del Rey, Sauron aprovechó para influenciar y corromper a estos últimos (incluso estando prisionero) y volcarlos a sus designios. Fue en esta época que aprovechó para repartir los Nueve Anillos entre sus capitanes y, aparentemente, uno de ellos era un Señor del Este: Khamûl
La última vez que se tuvo noticia en la Segunda Edad de los hombres del este fue durante la Guerra de la Última Alianza entre Elfos y Hombres en las que tuvieron una gran participación del lado de Barad-dûr.

## En la Tercera Edad del Sol
La derrota de Sauron a finales de la Segunda Edad del Sol fue tan contundente que los Reinos Númenóreanos del oeste de la Tierra Media pudieron ampliar y consolidar territorios, sin demasiadas interferencias de los Hombres de la Sombra.
Pero a finales siglo V de la Tercera Edad Los hombres del este atacaron Rhovanion y cruzaron el Anduin por las Tierras Pardas, pero fueron derrotados y expulsados más allá del Mar de Rhûn por Tarostar, hijo del rey Ostoher, que comandaba las tropas gondorianas, por esa acción y cuando asumió el trono recibió el nombre de Rómendacil, que significa Vencedor del Este.
Infortunadamente el rey Romendacil murió durante otro ataque de los Hombres del Este en el año 541 T. E. Pero su hijo Turambar inició una campaña de "limpieza" y expulsó, nuevamente, a los invasores. Desde ese momento la guerra, tanto con el sur como con el este, no cesó del todo en las fronteras de Gondor. Pero el Reino del Sur tomó la precaución de poblar, con concesiones de tierra, los territorios al este del Anduin y al sur del Bosque Negro con los Hombres del Norte, que establecieron pequeños reinos. Esto tuvo por objeto, resguardar las fronteras de futuros ataques que los Orientales.
Sin embargo estos no detendrían su marcha hacia el Oeste. Primero con oleadas inmigratorias, pacíficas, que acrecentaron mucho la población, sobre todo en Rhovanion, "(...)incluso, en algunos lugares ocuparon el Bosque y a través de él entraron en el Valle del Anduin..." (Pueblos de la Tierra Media. Cap 10). Aparentemente esto era obra de Sauron que se había instalado en secreto en Dol Guldur (hacia el año 1000 T. E.) y de allí planificaba su retorno a Mordor, imposible por el momento.
Segundo y hacia el siglo XIII en forma violenta, a través de un ataque directo contra las Poblaciones del sur de Rhovanion, que el entonces Regente Minalcar pudo derrotar en 1248 T. E. Este ataque de los Hombres del Este pudo ser posible porque recibieron la ayuda de muchos Hombres del Norte quienes por "(...)codicia del botín o por apoyar las querellas entre los príncipes..." (Apéndice A) se unieron a estos.
La acción de Minalcar, que fue llamado Romendacil II, contribuyó a alejar el peligro durante algunos siglos, puesto que destruyó todos los asentamientos de los Orientales en Rhovanion y los expulsó más allá del Mar de Rhûn. La paz reinó en el norte de Gondor hasta las invasiones de los aurigas y, más tarde, de los balchoth, pero eso forma parte de otra historia.
Esta situación causó alarma entre los Valar y enviaron a la Tierra Media a los Istari, para tratar de controlar y si era posible destruir al Señor Oscuro. Dos de ellos, Alatar y Pallando, conocidos como los Magos Azules fueron enviados al Este con la misión de levantar a los pueblos de esa región en contra del poder de Sauron. El Mago Blanco, Saruman los acompañó durante algún tiempo pero retornó luego hacia el Oeste y se instaló en Orthanc. No se conoce el resultado de la Misión, pero evidentemente los Hombres del Este seguían fuertes a finales de la Tercera Edad.

### Guerra del Anillo
En la época de la Guerra del Anillo aportaron grandes fuerzas a los ejércitos del Señor Oscuro. 
Una parte del ejército del Este se dirigió, al mando de Khamûl al Norte y atacó Lothlórien, Valle y Esgaroth. En el primer caso su suerte fue adversa, puesto que fueron rechazados tres veces por las fuerzas élficas de Celeborn y Thranduil, hasta ser finalmente derrotados, cuando la suerte de Sauron no se había decidido aún. En los otros ataques tuvieron más suerte, mataron al rey Brand y a Dáin II "Pie de Hierro y obligaron al derrotado ejército de Hombres y Enanos a refugiarse en Erebor. Su suerte cambió cuando Frodo arrojó el Anillo; sin líder y guía los Orientales fueron derrotados por los sitiados.
En la Batalla de los Campos del Pelennor los hombres del este junto a los haradrim, formaron la principal fuerza de choque y fueron los más aguerridos en batalla. Los primeros salieron de Mordor por Morannon y cruzaron el Anduin por Cair Andros, atacando el flanco norteño de las defensas de Gondor.
Con la caída de Sauron, en el momento en que se desarrollaba la Batalla de la Puerta Negra, solo unos pocos continuaron la lucha "(...)los demás huían hacia el este; y algunos arrojaban las armas e imploraban clemencia..." (ESDLA. ERR. Cap VI)

## En la Cuarta Edad
En la Cuarta Edad del Sol la mayoría de los pueblos del Este se sometieron al Rey Elessar, pero hubo algunos que le ofrecieron resistencia y este debió luchar contra ellos, apoyado siempre por la caballería del Rey Éomer.